# Lektorium

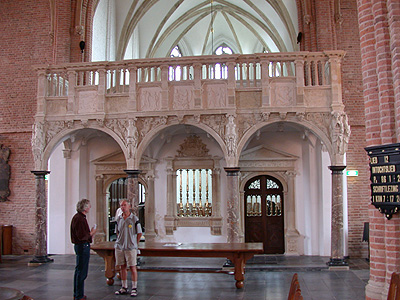
Lektorium i S:t Cunerakerk i Rhenen i Nederländerna.

Lektorium är en medeltida byggnadsdetalj i en kyrka i form av en läktare framför själva koret, vettande mot långhuset. Lektorier i senromansk och gotisk arkitektur vilade på pelare av trä eller sten och är ofta praktfullt utsmyckade. Rakt under lektoriet stod ett altare, och ovanför i valvet mellan långskepp och kor hängde ett krucifix. Ofta sträckte sig gallerverk och dörrar hela vägen mellan altaret och kyrkväggarna. 

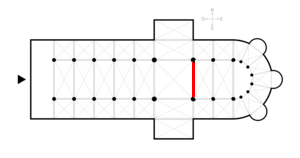
Lektoriets placering i en kyrka med koromgång.

I tyska och franska kyrkor finns lektorier ofta kvar. I Århus domkyrka i Danmark fanns det kvar fram till för bara ett par hundra år sedan. 
Ordet lektorium kommer från latinets léctor, läsare, och syftade ursprungligen på en upphöjd plats i själva koret med pulpet eller ambo innanför korskranket, varifrån bibeltexter lästes. Efter reformationen hände det ofta att man ställde predikstolen som ett lektorium strax framför själva koret.
Ett fåtal lektorier finns idag bevarade som lektorierpredikstolar, bland annat i Kropps kyrka och Hammarlunda kyrka i Skåne. 
Den genombrutna skärmväggen (korskrank) mellan församlingsrum och kor i en katolsk kyrka kallas även Junbé, vilket med läktare då är detsamma som Lektorum och används även som synonym. Jabé utgör en sammansmältning av korskranket och triumfbågsbjälken (trabes) med den äldre medeltida kyrkans amboner eller i koret placerade lektorium.